# Daviess megye (Indiana)
Daviess megye az Amerikai Egyesült Államokban, azon belül Indiana államban található. Megyeszékhelye és legnagyobb városa Washington. Lakosainak száma 33 381 fő (2020. április 1.). Daviess megye Greene, Knox, Martin, Dubois és Pike megyékkel határos.

## Népesség
A megye népességének változása:
| Lakosok száma | 31 712 | 31 941 | 32 190 | 32 407 | 32 906 | 33 381 |
|               | 2010   | 2011   | 2012   | 2013   | 2015   | 2020   |